# Rheini csata
A Rheini csata 1456. január 30-án a tizenhárom éves háború keretében lezajlott ütközet a mazúr parasztság és német uraik között végbement antifeudális felkelés eredményeképp.
A háború ösztönözte a parasztokat német lovagok elleni felkelésre, mert azok óriási adókat vetettek ki rájuk és német zsoldosaik sanyargatták őket.

A megmozdulás 1455 őszén robbant ki Kelet-Mazúriában. A felkelők a német lovagrendi zsoldosokat beszorították Rheinba (ma Rynie, Lengyelország) és éheztetni kezdték őket. A rend csapatokat küldött, akik a parasztság tömegeit szétszórták és irgalmatlan bosszút álltak az embereken, visszaállítva ezzel hatalmukat Kelet-Mazúria felett.